# Álvaro Djaló
Álvaro Djaló Dias Fernandes, né le 16 août 1999 à Madrid, est un footballeur espagnol qui évolue au poste d'ailier au Al-Gharafa SC, en prêt de l'Athletic Bilbao.

## Biographie

### Carrière en club
Né à Madrid en Espagne, Álvaro Djaló grandit dans le pays basque espagnol, où il commence à jouer au football,, ce qui lui vaut notamment d'être suivi par l'Athletic Bilbao,,,. Il rejoint en 2017 le Sporting Braga, en provenance du club de Begoña, quartier de Bilbao,.
Après s'être illustré en équipe reserve, il signe en avril 2022 son premier contrat avec le club de Braga,, où il commence ensuite sa carrière professionnelle en championnat du Portugal 2022-2023,,.
Il joue son premier match avec l'équipe première du club le 7 août 2022, entrant en jeu contre le Sporting Portugal en championnat. Il est auteur d'une passe décisive sur le but du 3-3, permettant à son équipe d'obtenir un match nul.
Le 8 août 2023, il joue son premier match de Ligue des champions. Lors de ce barrage d'accès aller contre les serbes du TSC Bačka Topola il entre en jeu et marque le but du 3-0, score final de la rencontre,.

### Carrière en sélection
Álvaro Djaló est éligible à la fois pour les sélections d'Espagne et de Guinée-Bissau, pays dont il possède les deux nationalités,.

## Vie privée
Álvaro Djaló est le cousin d'Adu Ares, également footballeur professionnel, à l'Athletic Bilbao,,.

## Style de jeu
Ailier gaucher, aussi capable d'utiliser son pied droit, Álvaro Djaló s'illustre comme un joueur rapide et souvent décisif, par la passe comme par le tir, avec également des bonnes capacités de dribble.

## Palmarès
SC Braga
- Coupe du Portugal
  - Finaliste en 2022-23